# Eretmapodites eouzani
Eretmapodites eouzani är en tvåvingeart som beskrevs av Geoffroy 1971. Eretmapodites eouzani ingår i släktet Eretmapodites och familjen stickmyggor.
Artens utbredningsområde är Centralafrikanska republiken. Inga underarter finns listade i Catalogue of Life.